# 胜利女神 (帕奥纽斯)
这件胜利女神是一件古希腊雕塑，雕的是胜利女神尼刻，出自著名雕塑家帕奥纽斯之手，年代大约在公元前425-420年，可能是前421年。雕塑高约216cm，如果加上损毁的翅膀末端，可能会高达三米，最初是立在宙斯神庙边上的一个数米高的三角形柱子上，雕塑下方刻有铭文。女神拥有双翼，左脚着陆时，风吹起衣摆，雕塑家雕刻了此时她优雅的样子。雕塑使用帕里安大理石材质，德国人1875-76年在奥林匹亚发掘出了雕像，发现时已经碎成多块，重新拼合时缺少了：脸、脖子、小臂、左腿、脚趾、翅膀、衣服等部分。 
1896 年奥运会邮票、以及2004年奥运会奖牌的正面，都绘有这座雕像的复原图像。

## 铭文

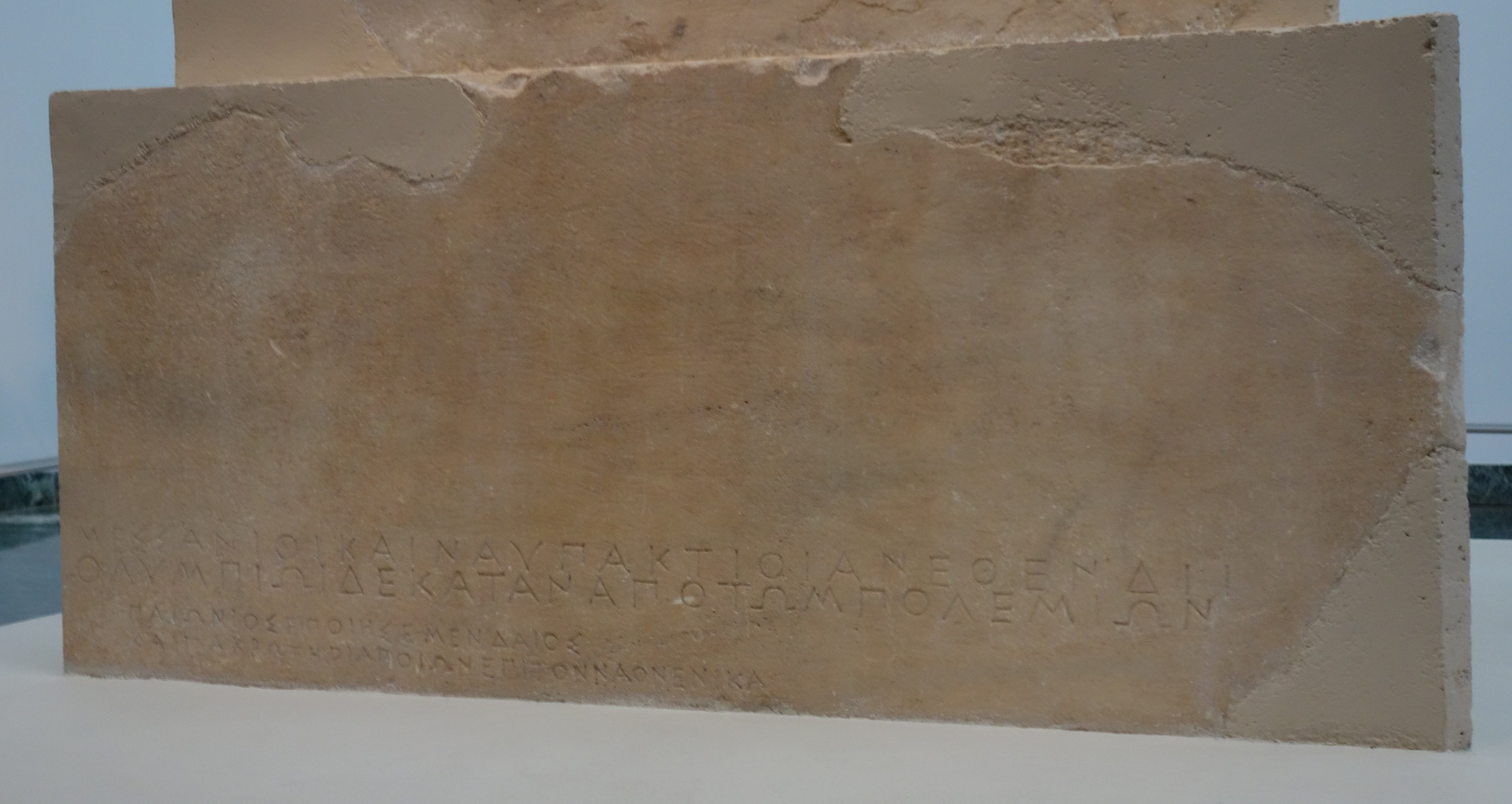
铭文
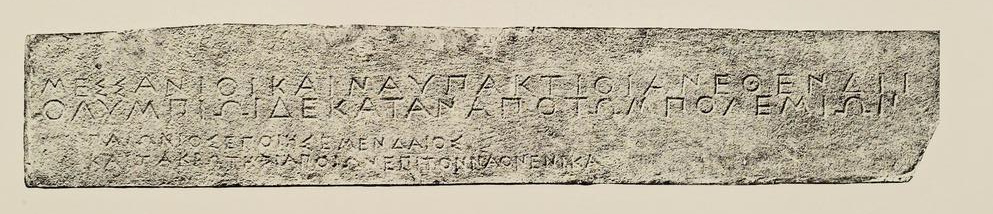
铭文拓片

”Μεσσάνιοι καὶ Ναυπάκτιοι ἀνέθεν Διὶ / Ολυμπίωι δεκάταν ἀπὸ τῶν πολεμίων
美塞尼亚人和纳夫帕克托斯人决定将战争的战利品献给奥林匹亚宙斯
Παιώνιος ἐποίησε Μενδαῖος / καὶ τἀκρωτήρια ποιῶν ἐπὶ τὸν ναὸν ἐνίκα
门德的帕奥纽斯建造了它，他还中标了acroteria神庙的建造。”
这说明，雕塑是为了纪念斯法克特里亚之战而建造的，这是一场公元前425年同斯巴达的战斗，雅典获胜。

## 画廊

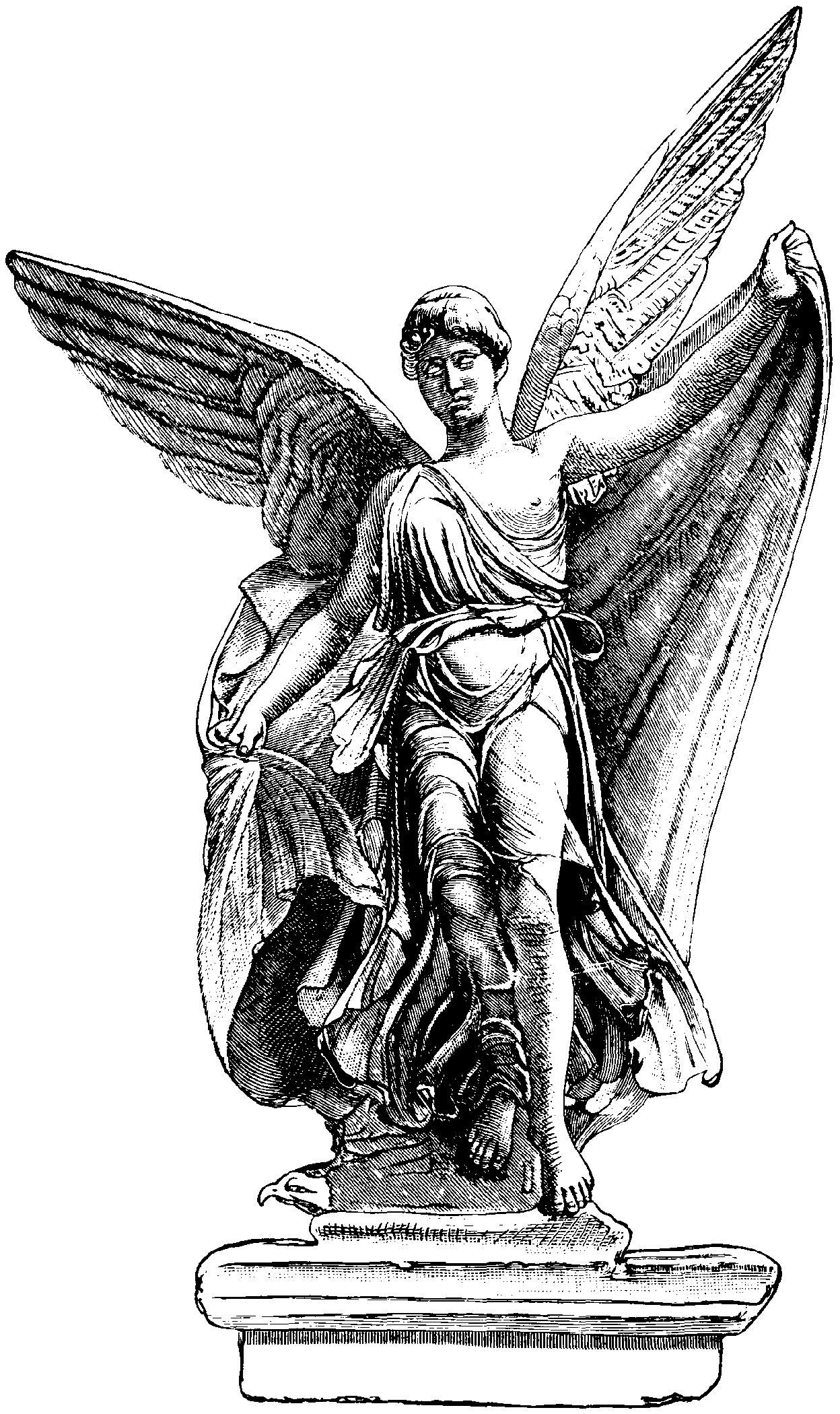
复原的雕像
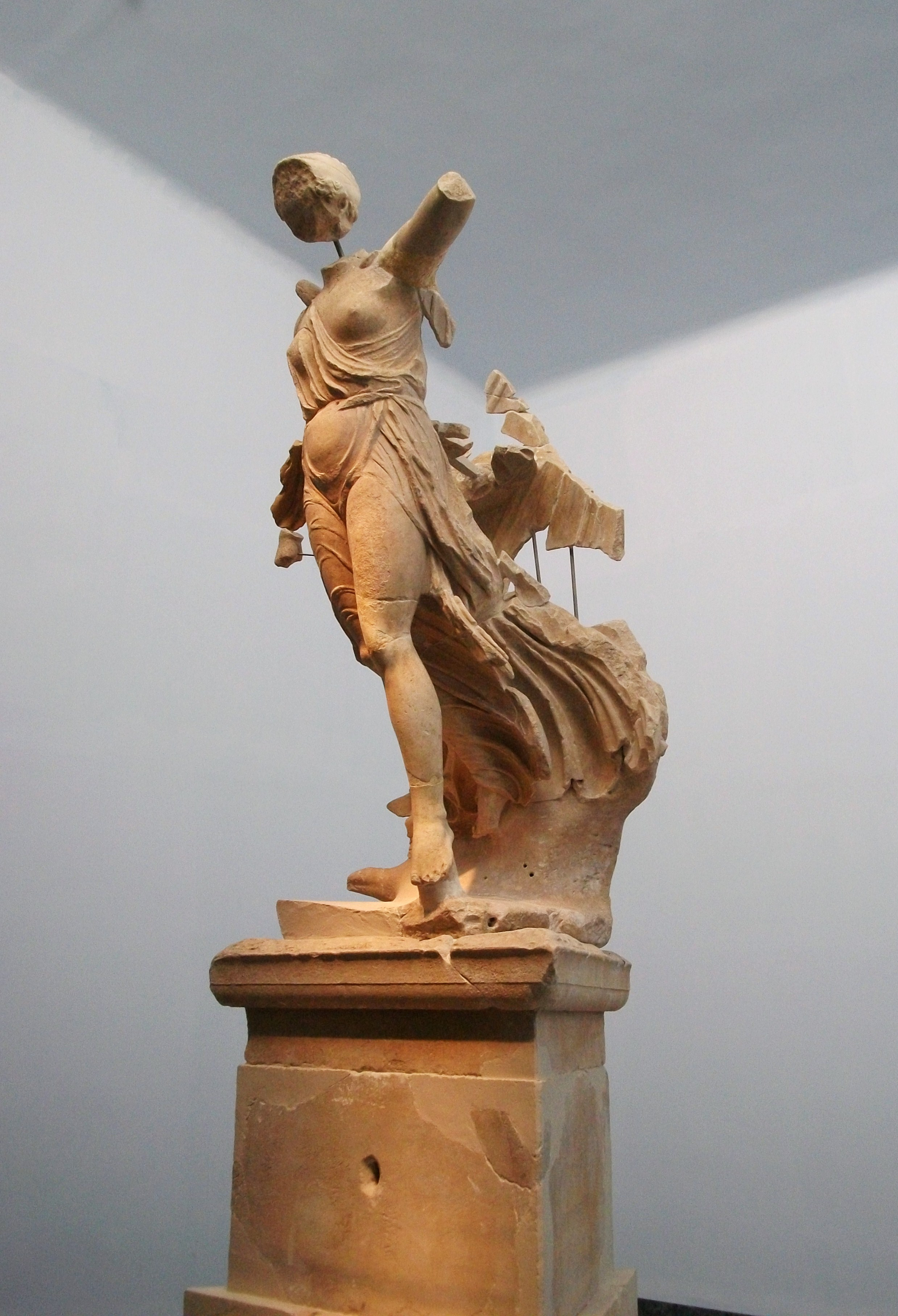
雕像和底座
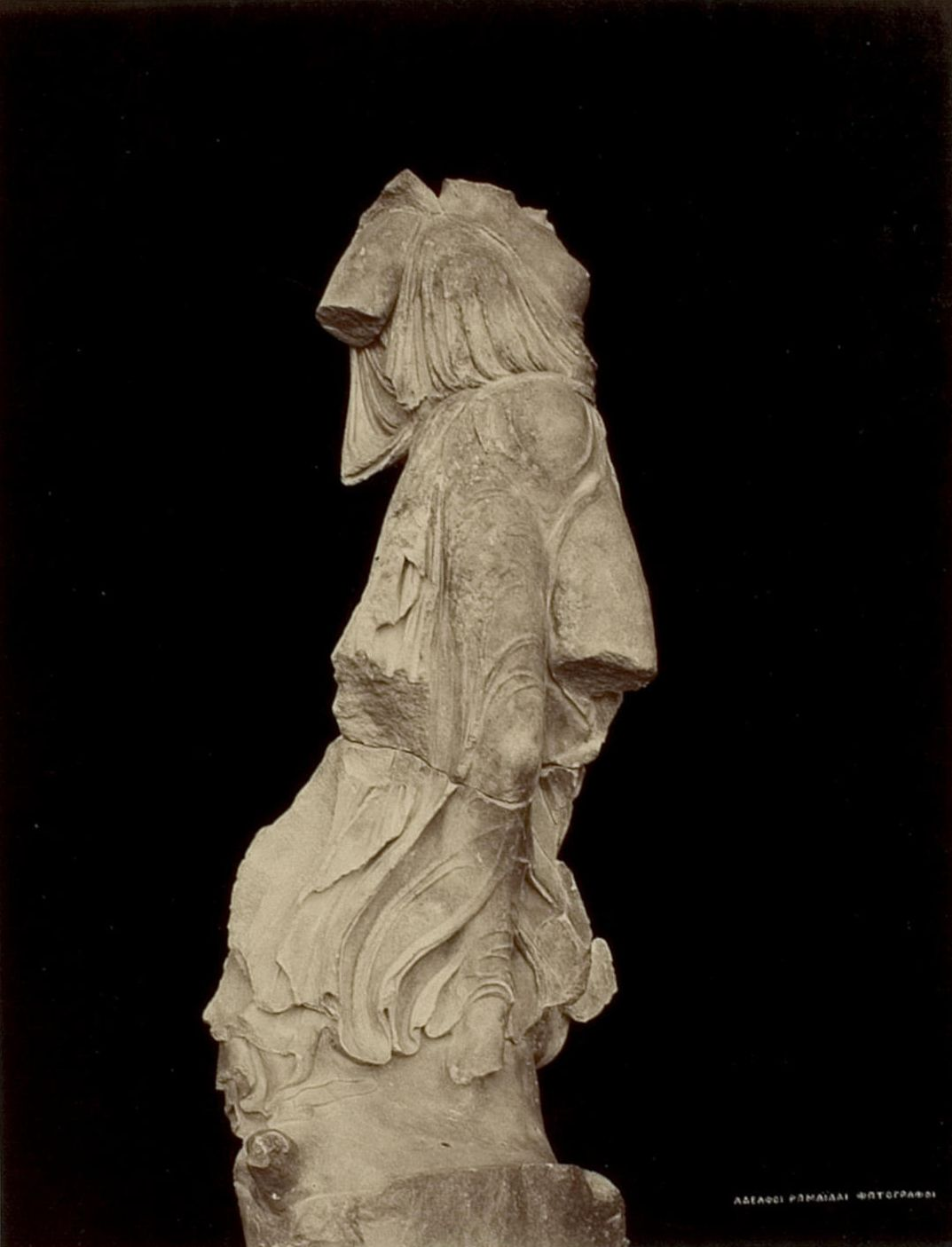
1876年刚出土时的样子
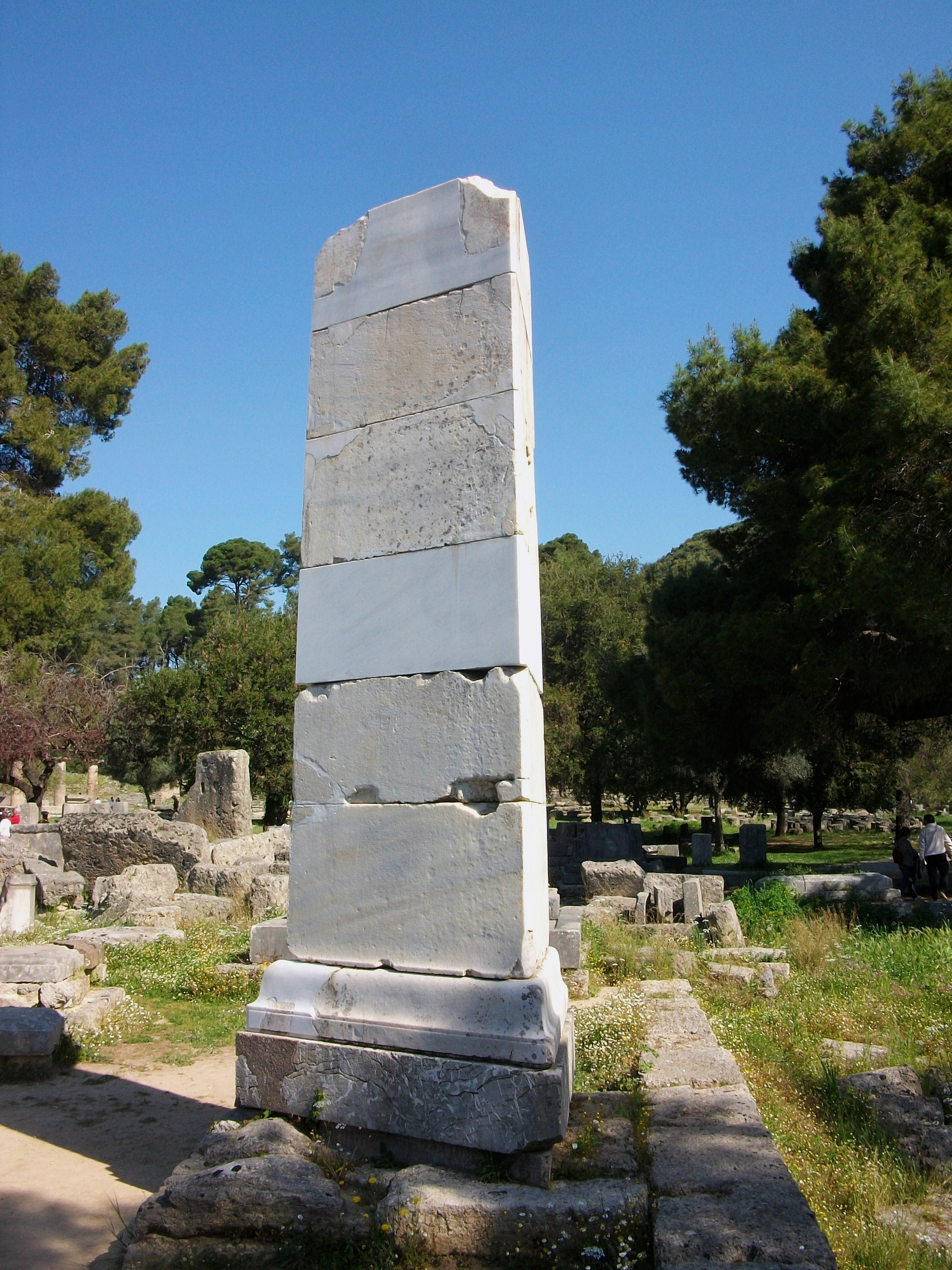
雕塑原本所在的立柱